# Solanum tenuisetosum
Solanum tenuisetosum är en potatisväxtart som först beskrevs av Friedrich August Georg Bitter, och fick sitt nu gällande namn av Lynn Bohs. Solanum tenuisetosum ingår i släktet skattor som ingår i familjen potatisväxter. Inga underarter finns listade i Catalogue of Life.